# La Fête espagnole (film, 1961)
Pour les articles homonymes, voir La Fête espagnole.
Pour plus de détails, voir Fiche technique et Distribution.
La Fête espagnole est un film franco-espagnol réalisé par Jean-Jacques Vierne et sorti en 1961.

## Fiche technique
- Titre : La Fête espagnole
- Réalisation : Jean-Jacques Vierne, assisté de Guy Saguez
- Scénario : Jean-Jacques Vierne, José Bénazéraf, Henri-François Rey d'après son roman éponyme
- Dialogues: Henri-François Rey
- Photographie : Raymond Lemoigne
- Montage : Éric Pluet
- Musique : Folklore espagnol des XVe siècle, XVIe siècle et XVIIe siècle
- Décors : René Moulaert
- Son : Louis Hochet
- Société de production : Film Univers
- Société de distribution : 20th Century Fox
- Pays de production :  France,  Espagne
- Genre : Film dramatique, Film de guerre
- Durée : 99 minutes (1 h 39)
- Date de sortie :
  - France : 1er septembre 1961

## Distribution
- Daliah Lavi
- Peter Van Eyck
- Roland Lesaffre
- Henri Le Monnier
- Anne-Marie Coffinet
- Billy Kearns
- Clément Harari

## Production
Le film est tourné dans les Pyrénées-Orientales en novembre 1960 dans les lieux suivants : Argelès-sur-Mer, Collioure, Opoul, Perpignan et Le Perthus.